# Marijac
Pour les articles homonymes, voir Jacques Dumas. Pour les autres personnes portant ce nom, voir Dumas.
Marijac, de son vrai nom Jacques Ernest Dumas, est un dessinateur, scénariste et éditeur de bande dessinée français, né dans le 12e arrondissement de Paris le 7 novembre 1908 et décédé le 21 juillet 1994 à Lyons-la-Forêt.

## Biographie
Marijac a suivi une formation d'ajusteur, fonction qu'il exerce pour Renault. Il effectue son service militaire à Haguenau et croque ses camarades de régiment. À partir de 1921, il devient illustrateur pour certains journaux ; en 1926, ses dessins paraissent dans Les Jeunes, L'Auto et L'Est-Éclair. Repéré par le directeur de Cœurs Vaillants, en 1931 Marijac crée pour ce journal le cow-boy Jim Boum, puis d'autres séries comme Césarin Pitchounet, Capitaine Pat'folle (1935), Jules Barigoule (1936). Il collabore avec d'autres périodiques, comme Pierrot à partir de 1934, Guignol à partir de 1935, Le Bon Point en 1937, Francis (1938), Le journal de bébé (1939), Siroco (1942). Il crée également de nombreux ouvrages pour les éditions Gordinne de 1936 à 1938. Il est l'auteur de titres comme  Rouletabosse Reporter , Costo Chien policier ,  Onésime Pellicule,  Joé et Jim .
Lorsque la Seconde Guerre mondiale éclate, il est mobilisé et anime des journaux de régiment : La vie est belle ! Défendons-la (1939-1940) et Le Cheval mécanique (1940),, mais l'invasion allemande interrompt la publication. Capturé, il est fait prisonnier à Surgères mais il s'évade et s'engage dans la Résistance en Auvergne, à Saint-Germain-Lembron : il crée un opuscule satirique, Le Corbeau déchaîné, où figurent Les Trois Mousquetaires du maquis, les aventures de trois résistants français (auvergnats) qui affrontent (sans violence excessive) l'occupant allemand. Après l'invasion de la Belgique par l'Allemagne, il aurait recueilli Hergé chez lui dans le Puy-de-Dôme,.
En novembre 1944, à Clermont-Ferrand, il lance un hebdomadaire de bande dessinée qui deviendra très vite populaire : Coq hardi ; il y officie sous le pseudoyme de Dum's en créant Tonnerre sur le Pacifique , série relatant les actions des Américains au Japon. Il poursuit les aventures des Trois mousquetaires du maquis, qui marquent durablement les lecteurs. D'abord diffusé dans la zone libre, en 1946, le journal paraît dans la France entière.
Signe de l'époque, il publie aussi dans l'immédiat après-guerre une BD romantico-politique (et nettement mélodramatique) avec pour toile de fond la Guerre civile espagnole intitulée Dolorès de Villafranca qui transpose l'histoire légendaire de Roméo et Juliette dans l'Espagne des années 30 ; Dolorès est fille de grands propriétaires terriens, soutiens de la rébellion franquiste et son soupirant, un garçon pauvre qui rejoint le camp républicain.
Il est le scénariste de nombreuses séries, notamment :
- Capitaine Fantôme pour Raymond Cazanave ;
- Colonel X pour Raymond Poïvet, Christian Mathelot et Noël Gloesner ;
- Alerte à la Terre pour Mathelot ;
- Sitting Bull pour Dut ;
- Poncho Libertas pour Le Rallic ;
- Roland Prince des Bois pour Kline ;
- Guerre à la Terre pour Auguste Liquois.

Il continue ensuite parallèlement sa carrière d'éditeur (Mireille, Nano et Nanette, Frimousse, etc.) et de scénariste, pour des récits plus courts. Il collabore à de nombreux périodiques. Coq-Hardi, vaincu par la concurrence, prend fin en 1963. En fin de carrière, Marijac « se consacre à la gestion d'une agence spécialisée dans la bande dessinée des années 50 ».
Une partie de son œuvre (Guerre à la Terre, Colonel X...) a été publiée par le magazine de bande dessinée belge Samedi-Jeunesse.
En 1978, Glénat publie une longue autobiographie richement illustré, Les Souvenirs de Marijac.
Marijac est lauréat du grand prix de la ville d'Angoulême 1979 et fait l'objet d'une grande exposition rétrospective organisée par Francis Groux au festival d'Angoulême 1980. En 1994, L'Almanach Vermot publie ses dernières illustrations.

## Publications
- Sans date : Le tour du monde de Césarin l'intrépide, éd. Gordinne
- Sans date : Lyne et Zoum, éd. Gordinne
- Sans date : Jean et Jo, éd. Gordinne
- Sans date : Cathy T.1, L'orpheline du Far-West, dessin de Noël Gloesner, scénario de Marijac, Éditions de Chateaudun
- Sans date : Cathy T.2, La fille du désert, dessin de Gloesner, scénario de Marijac, éd. de Chateaudun
- Sans date : Dolores de Villafranca, dessin de Gloesner, scénario de Marijac, éd. de Chateaudun
- Sans date : Laideron T.1, Laideron enfant de la balle, dessin de Gloesner, scénario de Marijac, éd. de Chateaudun (récit débutant au no 97 du Journal de Nano et Nanette le 24 décembre 1958)
- Sans date : Laideron T.2, Les oiseaux-mouches, dessin de Gloesner, scénario de Marijac, éd. de Chateaudun

- 1935
  - Les premières aventures de Flic et Piaff, dessin d'Étienne Le Rallic, scénario Marijac, éd. Gordinne
  - Capitaine Pat' Fol, éd. Gordinne
  - Les grandes chasses du capitaine Barbedure, éd. Gordinne
  - Les mémoires de Jules Barigoule détective amateur, éd. Gordinne
  - Jules Barigoule contre Al Coquin, éd. Gordinne
- 1936
  - Les aventures de Baptistou petit Auvergnat, éd. L'Auvergnat de Paris
  - Les aventures du capitaine Bricket, éd. Gordinne
  - Sidonie en vacances, éd. Gordinne
- 1937
  - Joe Bing l'intrépide, éd. Gordinne
  - Joe Bing en Alaska T.1, éd. Gordinne
  - Joe Bing en Alaska T.2, éd. Gordinne
  - Marinette cheftaine, éd. Gordinne
  - Rozet cochon de lait T.1, éd. Gordinne
- 1938 : Rozet cochon de lait T.2, éd. Gordinne
- 1940 : Mirobolant - aventures aérodynamiques, éd. Gordinne
- 1942 : Capitaine mystère, éd. ECA
- 1945 : Felicou chevalier des sous-bois, éd. Selpa
- 1953 : Coquin le petit cocker, dessin de Calvo, scénario de Marijac, éd. Gautier-Langereau
- 1954 : Coquin et ses amis du cirque, dessin de Calvo, scénario de Marijac, éd. Gautier-Langereau
- 1958 : Alerte à la terre, dessin de Christian Mathelot, scénario de Marijac, Samedi-Jeunesse no 14
- 1964 : L'étroit mousquetaire, dessin de Jean Trubert, scénario Marijac, coll. « Les Belles Histoires de Tonton Jacques », éd. de Chateaudun
- 1965 : Les petits révoltés du Bounty, dessin de Jean Trubert, scénario Marijac, coll. « Les Belles Histoires de Tonton Jacques », éd. de Chateaudun
- 1968 : Les trois Mousquetaires du Maquis T.1, éd. Albatros
- 1969 : Les trois Mousquetaires du Maquis T.2, contre SS, éd. Albatros
- 1975
  - Guerre à la Terre T.1, dessin d'Auguste Liquois, scénario de Marijac, éd. Glénat
  - Guerre à la Terre T.2, dessin de Dut, scénario de Marijac, éd. Glénat
- 1976 : Capitaine fantôme T.1, dessin de Raymond Cazanave, scénario de Marijac, éd. Glénat
- 1977
  - Le vampire des caraïbes (suite du Capitaine fantôme), dessin de Raymond Cazanave, scénario de Marijac, éd. Glénat
  - Le chevalier à l'églantine, scénario Marijac, éd. Glénat
  - Jim Boum, Le mustang fantome, éd. Glénat
  - Costo chien policier, éd. Sodieg
  - Colonel X, dessin de Raymond Poïvet, scénario de Marijac, éd. Glénat
  - Poncho Libertas T.1, dessin d'Étienne Le Rallic, scénario Marijac, éd. Glénat
- 1978
  - Poncho Libertas T.2 : L'affaire Petit Cactus, dessin d'Étienne Le Rallic, scénario Marijac, éd. Glénat
  - Sitting Bull T.1, dessin de Dut, scénario de Marijac, éd. Glénat
  - Sitting Bull T.2, dessin de Dut, scénario de Marijac, éd. Glénat
- 1979
  - Poncho Libertas T.3 Echec au tyran, dessin d'Étienne Le Rallic, scénario Marijac, éd. Glénat
  - Colonel X en extrême-orient, dessin de Gloesner, scénario de Marijac, éd. Glénat
  - Capitaine Flamberge, scénario Marijac, éd. Glénat
  - Coquin le petit cocker - Une ténébreuse affaire, dessin de Calvo, scénario de Marijac, éd. Futuropolis
  - Coquin le petit cocker - Les mémoires de Coquin, dessin de Calvo, scénario de Marijac, éd. Futuropolis
- 1983 : Les trois Mousquetaires du Maquis T.3, s'en vont en guerre, éd. de Chateaudun
- 1984 : Roland prince des bois, dessin de Kline, scénario de Marijac, éd. Ribedit

### Séries dansCœurs Vaillants
- Jim Boum Chevalier du Far West du no 25 (1931) au no 10 (1933)
- Cesarin Pitchounet du no 1 (1933) au no 38 (1934)
- Capitaine Pat'folle du no 16 (1935) au no 4 (1936)
- Jim Boum : La Victoire De Fort Lincoln du no 39 (1935) au no 4 (1936)
- Jules Barigoule dans les no 5, 6 et 14 de 1936
- Jim Boum au Mexique du no 17 (1936) au no 52 (1936)
- Jim Boum au Far West du no 1 (1937) au no 35 (1937)
- Jim Boum Chevalier De L'air du no 45 (1937) au no 30 (1938)
- Jim Boum : Le Drame De West Canyon du no 34 (1938) au no 5 (1939)
- Jim Boum en Afrique puis au Front du no 8 (1939) au no 40 (1939)
- Jim Boum : Irradium X 40 du no 4 (1940) au no 52 (1941)
- Jim Boum : Le Secret Des Monts Latanas du no 1 (1942) au no 29 (1942)
- Jim Boum : Le Sachem Sans Plume du no 30 (1942) au no 7 (1943)
- Jim Boum : Le Chasseur De Mustangs du no 9 (1943) au no 38 (1943)
- Jim Boum : L'Énigme Du Canyon Rouge du no 40 (1943) au no 15 (1944)